# Protium maestrense
Protium maestrense är en tvåhjärtbladig växtart som beskrevs av Johannes Bisse. Protium maestrense ingår i släktet Protium och familjen Burseraceae. Inga underarter finns listade i Catalogue of Life.